# Cultura Cartum Mesolítico
A Cultura Cartum Mesolítico desenvolveu-se nas regiões de Shendi e Cartum entre 9300-6400 AP; há evidencias de sepultamento onde os corpos foram depositados de forma contraída com contas de casca de ovo de avestruz. A subsistência do período baseou-se na caça (porcos-espinho, javalis, búfalos, crocodilos, tartarugas, hipopótamos) e pesca: "O Cartum Mesolítico evoluiu em uma época quando o Saara estava desfrutando de condições climáticas favoráveis em ambientes lacustres; a representação do arpão é indicativo de uma economia baseada na pesca (junto com a caça e coleta)". Lascas microlíticas, anéis de pedra, pilões e almofarizes são as principais formas da indústria lítica que era baseada no uso de sílex, quartzo e riolito; arpões farpados foram feitos com osso. A cerâmica era formada por tigelas marrom decoradas com linhas onduladas ou linhas pontilhadas.